# Gård fra Halland (Frilandsmuseet)
Gård fra Halland er en gård som er en del af Frilandsmuseet i Lyngby, Nordsjælland. Den består af dele fra tre forskellige gårde. Udlængerne er fra Stråvalla sogn, Halland. Stuehuset var sammen med Loftbod fra Småland de første bygninger i Bernhard Olsens Frilandsmuseum, da han åbnede ”Bygningsmuseet i Kongens Have” i 1897. Stuehuset blev erhvervet 1896 og udlængerne 1938. Stuehuset er fra gården Stämmilt i de nordlige dele af Slättåkra sogn i det centrale Halland. 
Udlængerne åbnede 1949.